# Sinclair TV80
O Sinclair TV80, também conhecido como Flat Screen Pocket TV ou FTV1, foi um televisor de bolso lançado pela Sinclair Research em 1984. Diferentemente das tentativas anteriores da Sinclair no segmentos de televisores portáteis, o TV80 usava um CRT plano com um canhão de elétrons de montagem lateral, em vez de um CRT convencional; a imagem parecia maior do que realmente era pelo uso de lentes de Fresnel. Foi um fracasso comercial e sequer recuperou os £ 4 milhões que custou para desenvolver; foram vendidas apenas cerca de 15.000 unidades. A New Scientist advertiu que a tecnologia usada pelo dispositivo teria vida curta, face a tecnologia de LCD que estava sendo desenvolvida pela Casio.